# The Woman Who Walked Alone
Pour plus de détails, voir Fiche technique et Distribution.
The Woman Who Walked Alone est un film américain réalisé par George Melford, sorti en 1922.

## Fiche technique

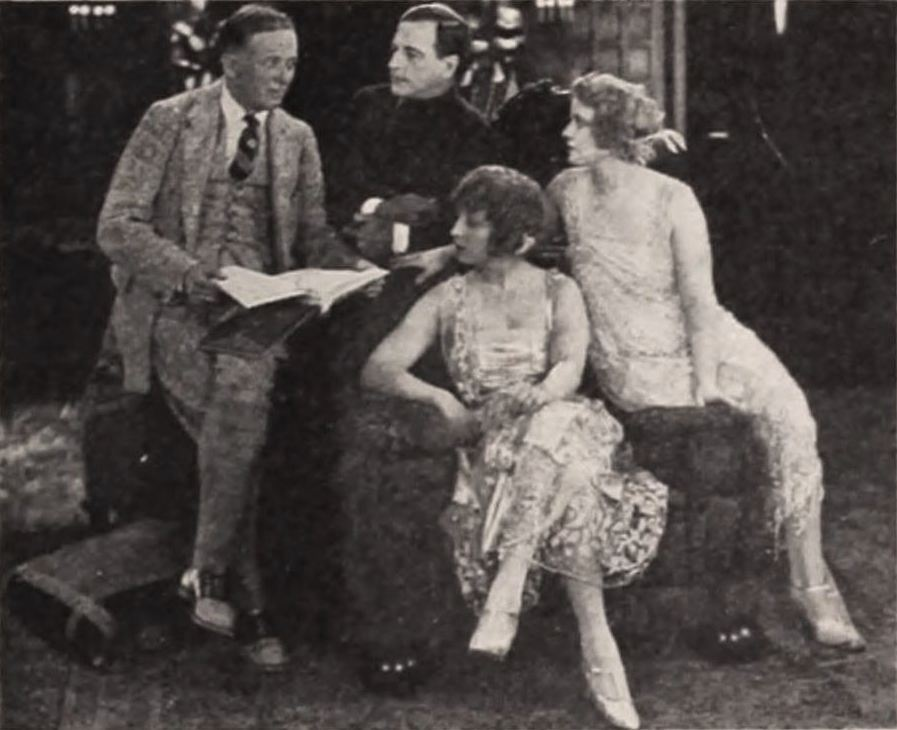
Le réalisateur George Melford, avec Dorothy Dalton, Wanda Hawley,et Milton Sills.

- Réalisation : George Melford
- Scénario : Will M. Ritchey
- Producteur : Jesse L. Lasky
- Photographie : Bert Glennon
- Distribution : Paramount Pictures
- Date de sortie : 11 juin 1922

## Distribution

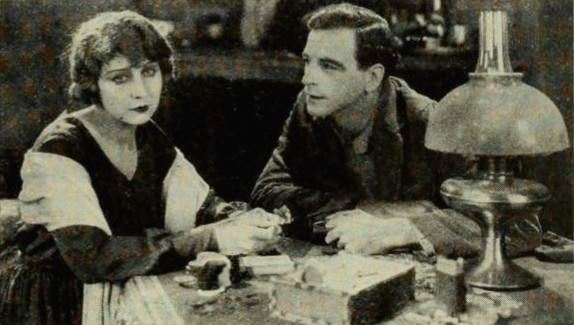
Dorothy Dalton et Milton Sills dans une scène du film.

- Dorothy Dalton : The Honorable Iris Champneys
- Milton Sills : Clement Gaunt
- E. J. Ratcliffe : Earl of Lemister
- Wanda Hawley : Muriel Champneys
- Frederick Vroom : Marquis of Champneys
- Mayme Kelso : Marchioness of Champneys
- John Davidson : Otis Yeardley
- Harris Gordon : Sir Basil Deere
- Charles Ogle : Schriemann
- Mabel Van Buren : Hannah Schriemann
- Maurice Bennett Flynn : Jock MacKeinney
- Cecil Holland : Mombo
- John McKinnon : Lemister's Butler
- Tempe Pigott : Iris’ maid[1]